# 天理四
HD 103736，又名BD+62 1204，SAO 15666、HR 4569，是一颗大熊座的恒星，视星等为6.22，位于銀經134.05，銀緯54.39，其B1900.0坐标为赤經11h 51m 40.1s，赤緯+62° 54.39′ 25″。